# San Miguel (Salvador)
Pour les articles homonymes, voir San Miguel.
San Miguel ou San Miguel de la Frontera est une municipalité du Salvador, dans le département homonyme. C'est la plus grande ville de l'est du pays, et a une population estimée à 247 119 habitants en 2013. Elle a été fondée en 1530, mais a déménagé à son emplacement actuel en 1586. Depuis la première moitié du XXe siècle a eu un développement économique important, mais la guerre civile salvadorienne a modifié son économie et la société. Dans cette ville se déroule sur San Miguel Carnaval, la fête la plus importante du Salvador qui se développe dans le mois de novembre pendant les festivités.

## Géographie
San Miguel est situé 10 km environ à l’est du volcan actif du nom « Chaparrastique » et aussi San Miguel (culminant à 2 129 mètres), sur la route panaméricaine et à une cinquantaine de kilomètres à l’ouest de la frontière du Nicaragua et du port salvadorien de La Unión, sur la côte pacifique (golfe de Fonseca).

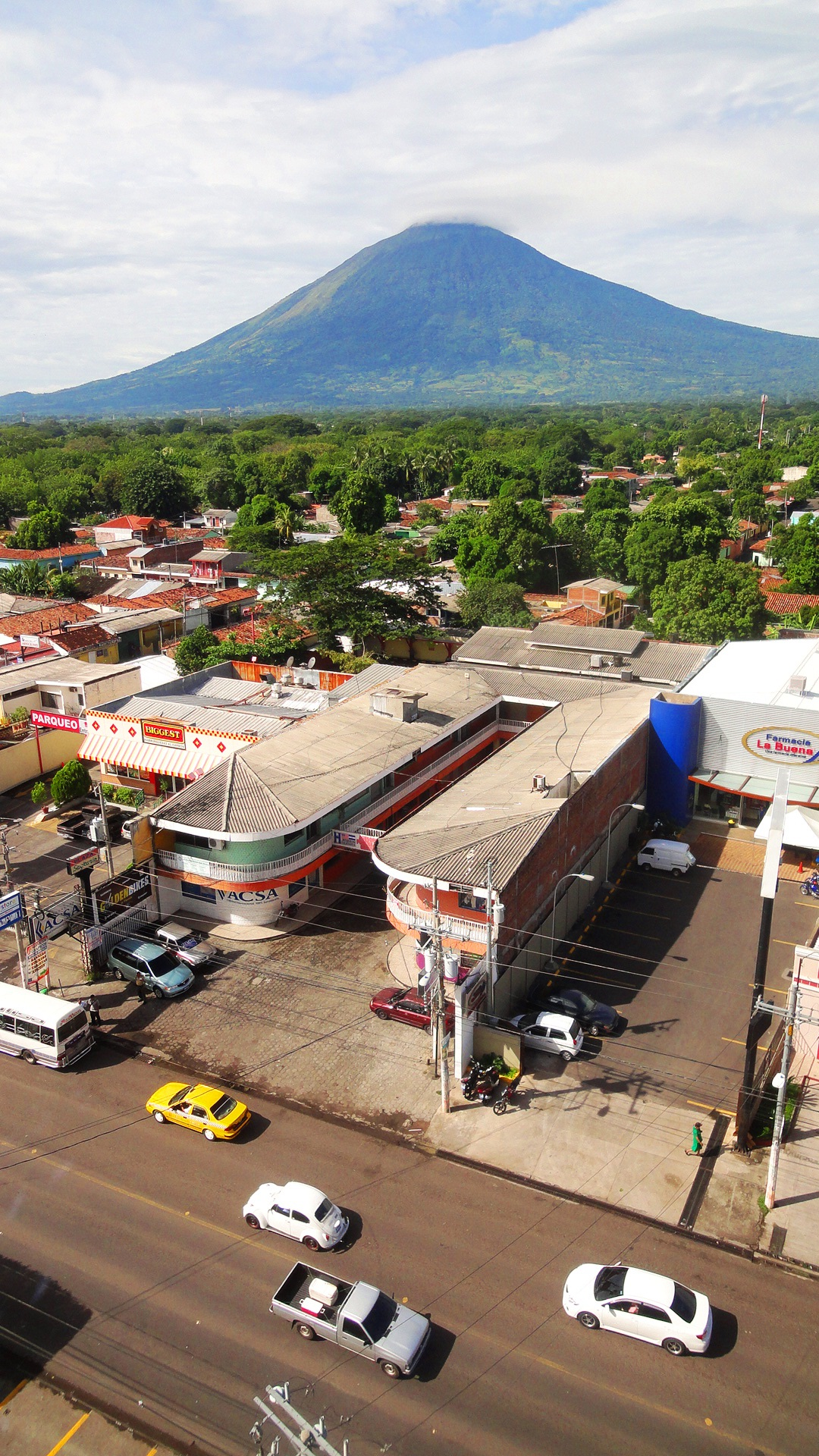
San Miguel Ville et Volcan

## Histoire
La conquête de l'actuel territoire du Salvador a commencé en 1525, lorsque les troupes Pedro de Alvarado traversé la rivière de la Paix . Quatre ans plus tard, Pedrarias Dávila, qui avait le contrôle du territoire du Nicaragua, il a commandé à Estete Martin pour l'exploration et l'annexion du territoire situé à l'est de la rivière Lempa. La mission du Estete échoué. Plus tard Pedro de Alvarado a contré le ambitions du Dávila et délégué la fondation du la ville à Luis de Moscoso. La ville a été fondée en 1530 par le capitaine Luis Moscoso.

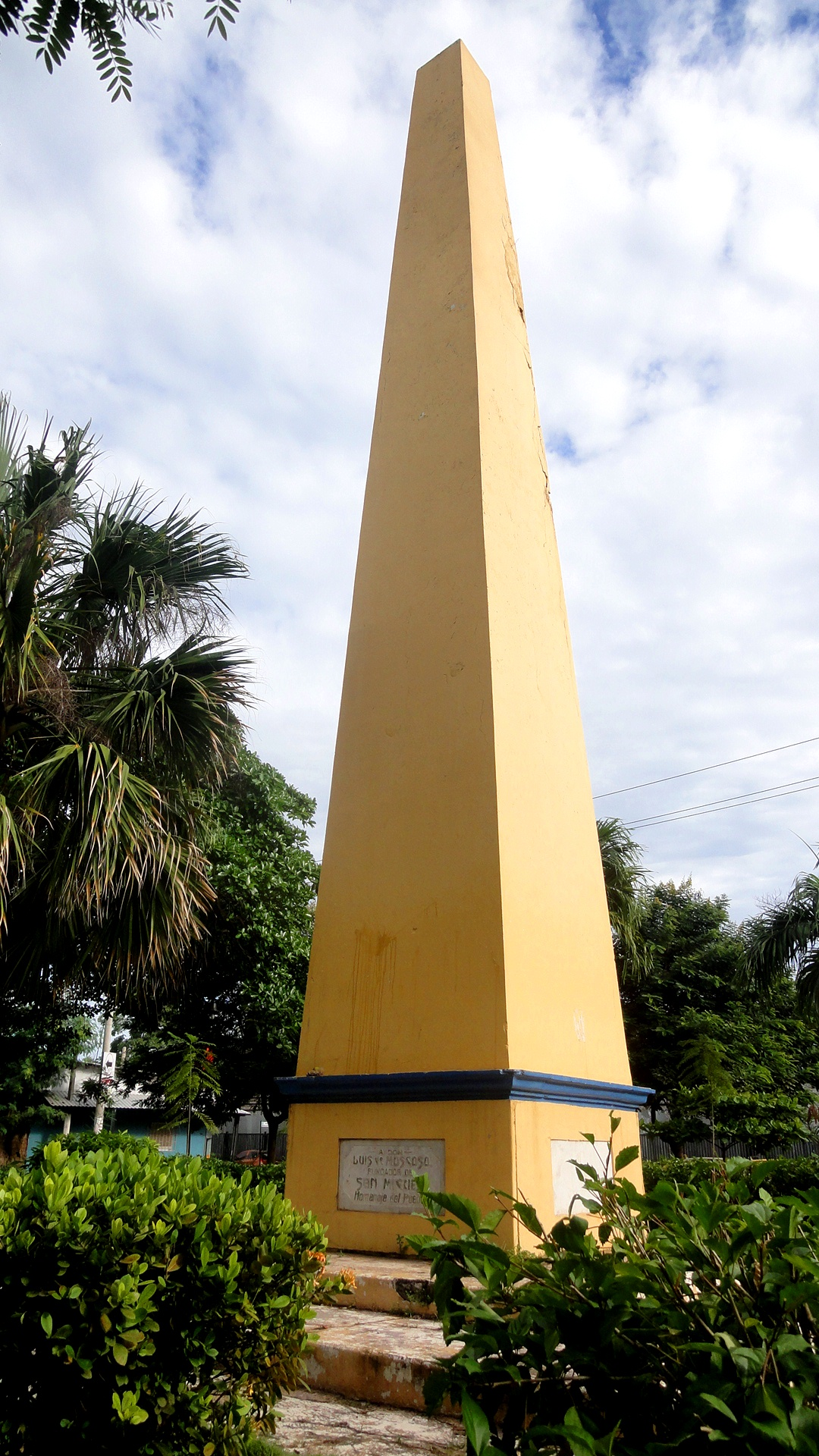
Plaza del Obelisco, Monumento al Capitán Luis de Moscoso. San Miguel.

## Tourisme
- Cathédrale-basilique Reine-de-la-Paix
- Architecture coloniale
- Carnaval de San Miguel
- Théâtre National Francisco Gavidia